# BSD/OS
BSD/OS（びーえすでぃー・おーえす）とは商用のUnix系OSの一種。企業向けサーバに利用されている。

## 解説
4.4BSD-Liteを元に Berkeley Software Design, Inc.(BSDI) により開発、販売が行われ、初期にはBSD/386（1992年当初）と呼ばれていた。
BSDI は 2000年に、当時 FreeBSDのCD-ROMを販売していた Walnut Creek CDROM と合併した。翌年の2001年にBSDIの一部をウインドリバー・システムズが買収したことにより開発、販売が続けられていたが、同社は2003年をもってBSD/OSの権利を保持したまま、その開発、販売を終了した。
非商用のBSDの子孫に比べ、守秘義務が必要な周辺デバイスについても秘密保持契約を結んで開発できたため、一般にFreeBSDやNetBSDなどが対応していない周辺デバイスについて対応している場合があった。また、商用ソフトウェアとして開発されたため、主に品質面で高い評価があった。

## 歴史
- 1992年 BSD/386 がリリースされる
- 1992年 USLとBSDI・UCBの間の裁判が勃発
- 1994年 USLとBSDI・UCBの間の裁判が和解
- 2000年 BSDIがWalnut Creek CDROMを買収し、FreeBSDとの連携が開始
- 2001年 組み込みOSを主な業務とするウインドリバー・システムズがBSDIを買収
- 2003年 BSD/OS 5.0がリリースされる
- 2003年 ウインドリバー・システムズがBSD/OS の販売終了を宣言[1] [2]